# Cotarsina gentiliana
Cotarsina gentiliana är en fjärilsart som beskrevs av Köhler 1961. Cotarsina gentiliana ingår i släktet Cotarsina och familjen nattflyn. Inga underarter finns listade i Catalogue of Life.